# Gramatyka języka węgierskiego
Gramatyka języka węgierskiego – opis zjawisk gramatycznych w ujęciu synchronicznym w języku węgierskim.

## Części mowy
W węgierskiej gramatyce wyróżnia się następujące części mowy:
- rzeczowniki
- czasowniki
- przymiotniki
- liczebniki
- zaimki
- przedimki
- poimki.

## Rzeczownik
Węgierski rzeczownik odmienia się przez przypadki, które jednak tworzy się zupełnie inaczej niż w większości języków Europy. Język węgierski dysponuje liczbą mnogą. Charakterystyczne są także końcówki dzierżawcze (odpowiedniki zaimków dzierżawczych).

### Odmiana rzeczownika
W języku węgierskim nie ma rodzajów gramatycznych. Polskiej odmianie rzeczownika przez przypadki i używaniu ich z przyimkami odpowiadają końcówki okolicznikowe dodawane do wyrazów. Ta „deklinacja”, która powinna być nazywana aglutynacją, jest niczym innym jak prostym „dolepianiem” odpowiednika polskiego przyimka na końcu wyrazu. I tak: vonat-ban oznacza dosłownie „pociąg-w” (= „w pociągu”) – samo słowo właściwe poprzez dodanie tej końcówki przyimkowej nie zmienia formy, jak w języku polskim.
| nazwa przypadka            | końcówki             | znaczenie                                                             | przykład |
| -------------------------- | -------------------- | --------------------------------------------------------------------- | --- |
| nominativus                | –                    | (mianownik)                                                           | vonat – pociąg |
| accusativus                | -t                   | (biernik)                                                             | vonatot (głoska o jest spójką) |
| dativus                    | -nak, -nek           | (celownik)                                                            | vonatnak – pociągowi |
| essivus-formalis           | -ként                | jako                                                                  | vonatként – jako pociąg |
| essivus-modalis            | -ul, -ül             | w jaki sposób                                                         | lengyelül – po polsku |
| illativus                  | -ba, -be             | do wnętrza (D); w (B)                                                 | vonatba – do pociągu |
| inessivus                  | -ban, -ben           | w (Ms)                                                                | vonatban – w pociągu |
| elativus                   | -ból, -ből           | z (D)                                                                 | vonatból – z pociągu |
| allativus                  | -hoz, -hez, -höz     | do zewnątrz (D); ku (C)                                               | vonathoz – ku pociągowi |
| adessivus                  | -nál, -nél           | przy (Ms); u (D)                                                      | vonatnál – przy pociągu |
| ablativus                  | -tól, -től           | od (D)                                                                | vonattól – od pociągu |
| sublativus                 | -ra, -re             | na (B)                                                                | vonatra – na pociąg |
| superessivus               | -n, -on, -en, -ön    | na (Ms)                                                               | vonaton – na pociągu |
| delativus                  | -ról, -ről           | z (D); o (Ms)                                                         | vonatról – o pociągu |
| instrumentalis-comitativus | -val, -vel           | z (N); N                                                              | vonattal – z pociągiem (asymilacja; „v” z przyrostków -val, -vel dołączane po spółgłosce zamienia się w tę spółgłoskę, np. kép + vel = képpel (z obrazem), ház + val = házzal (z domem) itp. Po samogłoskach zostaje v, np. óra + val = órával (z godziną).                                                                    |
| causalis-finalis           | -ért                 | za (B); dla (D); o (B); po (B)                                        | vonatért – o pociąg |
| translativus-factivus      | -vá, -vé             | w (B)                                                                 | vonattá – w pociąg (asymilacja, podobnie jak w przy dodawaniu końcówki -val, -vel, „v” dołączane po spółgłosce zmienia się w tę spółgłoskę, np. kép + vé = képpé (w obraz [np. zmienia się w obraz, staje się obrazem]), ház + vá = házzá (w dom), ipt. Po samogłoskach zostaje v, np. drága + vá = drágává (staje się drogie) |
| terminativus               | -ig                  | do czasu/miejsca (D)                                                  | januárig – do stycznia |
| formalis                   | -képp, -képpen       | jako (M); w charakterze (D)                                           | segítségképp(en) – jako pomoc |
| temporalis                 | -kor                 | o (godzinie)                                                          | hét órakor – o godzinie siódmej |
| genetivus                  | -nak, -nek           | (w przybliżeniu dopełniacz)                                           | embernek (a feje) – (głowa) człowieka |
| sociativus                 | -stul, -stül         | wraz z                                                                | családostul – z rodziną |
| locativus                  | -t, -ott, -ett, -ött | w (dotyczy tylko niektórych miast)                                    | Győrött – w Győrze (miasto) |
| distributivus              | -nként               | 1) co (oznacza, że zjawisko powtarza się co pewien okres), 2. na      | évenként – co roku, személyenként – na osobę (przypada) |
| distributivus temporalis   | -nta, -nte           | Oznacza, że zjawisko odnosi się do jakiegoś okresu, przedziału czasu. | hetente – tygodniowo |
| modalis-essivus I          | – (a)n, – (e)n       | jak                                                                   | vidáman – wesoło |
| modalis-essivus II         | -lag, -leg           | jak                                                                   | egyhangúlag – jednogłośnie |
| multiplicativus            | -szor, -szer, -ször  | ile razy                                                              | egyszer – jeden raz |

Warto też zauważyć ogólną zasadę, że jeśli wyraz kończy się na krótką samogłoskę a lub e, to po dodaniu wymienionych wyżej końcówek (z wyjątkiem -kor) samogłoska ta ulega wydłużeniu, np. haza (ojczyzna), hazában, hazától, hazára, hazának; megye (komitat), megyébe, megyével, megyéhez itd.

### Miasta
Przy odmianie nazw miejscowości rdzennie węgierskich (tzn. znajdujących się na obszarze historycznych Węgier, tzw. Korony św. Stefana) należy traktować je jak wzgórze, na które się wchodzi, a nie obszar, do którego się wchodzi. Dlatego jeśli mówimy o mieście jako o miejscu znajdowania się, najczęściej nie używamy inessivusa (-ban/-ben – w czymś), ale superessivusa (-an/-en/-ön/-n – na czymś). Analogicznie, mówiąc o celu podróży używamy nie illativusa (-ba/-be – do środka czegoś), lecz sublativusa (-ra/-re – na coś), a o punkcie wyjazdu – nie elativusa (-ból/-ből – ze środka czegoś), ale delativusa (-ról/-ről – z wierzchu czegoś). Dotyczy to też samych Węgier, ale nie dotyczy innych miast i krajów. A więc: Budapesten, Budapestre, Budapestről; Miskolcon, Miskolcra, Miskolcról; również Nagyváradon (Oradea) itd., Besztercebányán (Bańska Bystrzyca) itd.; a przede wszystkim Magyarországon, Magyarországra, Magyarországról (podobnie jak po polsku: na Węgrzech, na Węgry).
Wyjątków od tej zasady jest sporo – są to miejscowości kończące się na -n, -ny i -város („miasto”), oraz większość kończąca się na -m, -i. Czyli: Veszprémben, Veszprémbe, Veszprémből; Sopronban, Sopronba, Sopronból; Pozsonyban, Pozsonyba, Pozsonyból (Bratysława).
Miejscowości zagraniczne nie stosują się do „zasady wzgórza”. Czyli: Varsóban itd. (Warszawa), Bukarestben itd. Wenecja – miasto we Włoszech – odmienia się: Velencében, Velencébe, Velencéből, ale wieś między Budapesztem a Székesfehérvárem, która nazywa się tak samo – Velence – już będzie się odmieniać według zasady „wzgórza”: Velencén, Velencére, Velencéről (podobne zjawisko, jak w j. polskim sytuacja „we Włoszech” / „we Włochach”, lub „w Pradze” / „na Pradze”).
Czasami, zamiast inessivusa i superessivusa, używa się starej, ugrofińskiej końcówki locativusa -ott/-ött/-ett (słychać ją w takich słówkach, jak itt – tu, ott – tam, alatt – pod, fölött – nad, között – między). Dotyczy ona głównie miast zakończonych na -vár (dosł. zamek) – jak Kaposvár → Kaposvárott, Gyulafehérvár → Gyulafehérvárott (Alba Iulia) oraz kilku innych, np. Pécs → Pécsett, Győr → Győrött. Dla określenia ruchu używa się tradycyjnie sublativusa i delativusa. Końcówka locativusa nie jest obowiązkowa dla tych kilku pozostałych miast i ma tu głównie znaczenie historyczne lub stylistyczne – mówi się w j. potocznym raczej Pécsen, Győrben – natomiast nie można używać inessivusa dla miast zakończonych na -vár, a więc nie można powiedzieć: *Kaposvárban. Tam do wyboru mamy locativus (tradycyjnie: Kaposvárott) lub superessivus (potocznie: Kaposváron). Dodatkowo, małe miasta zakończone na -vár, mające w przeszłości tylko fortyfikacje ziemne (föld, sár) zamiast kamiennych zamków, nie używają nawet locativusa: jedyna przyjęta forma to Balatonföldváron, Sárváron, a nie: *Balatonföldvárott, *Sárvárott, czy *Balatonföldvárban, *Sárvárban.

### Liczba mnoga
Liczbę mnogą tworzy się za pomocą końcówki -k.
Np. jó – jók (dobry – dobrzy, dobre);
ajtó – ajtók (jedne drzwi – kilkoro drzwi);
Jeżeli wyraz kończy się na samogłoskę -a lub -e, to samogłoski te, po dodaniu do nich przyrostków, wydłużają się na -á i -é.
Np. lámpa – lámpák (lampa – lampy);
tábla – táblák (tablica – tablice);
barna – barnák (brązowy – brązowe);
lecke – leckék (lekcja – lekcje).
Jeśli wyraz kończy się spółgłoską, to pomiędzy temat a przyrostek liczby mnogiej wstawiamy samogłoskę łączącą.
Dla wyrazów z samogłoskami przednimi jest nią -e lub -ö, a z samogłoskami tylnymi
-o lub -a.
Np. érdekes – érdekesek (ciekawy – ciekawe)
szék – székek (krzesło – krzesła)
mennyezet – mennyezetek (sufit – sufity)
rossz – rosszak (zły – złe, źli)
munkás – munkások (robotnik – robotnicy)
Wyrazy zakończone na -ú, otrzymują samogłoskę łączącą -a-.
Np. hosszú – hosszúak (długi – długie).
Wyrazy zakończone na -ű, otrzymują samogłoskę łączącą -e-.
Np. gyönyörű – gyönyörűek (wspaniały – wspaniałe, wspaniali).
Po liczebnikach nie ma potrzeby stawiania rzeczownika w liczbie mnogiej, liczebnik dostatecznie jasno określa ilość, np. két kutya – dwa psy (dosłownie: dwa pies), öt forint – pięć forintów (dosłownie: pięć forint).

### Odmiana dzierżawcza
W języku węgierskim istnieją zaimki dzierżawcze (polskie: mój, twój itd. – patrz odp. sekcja), ale używa się ich rzadko. Najczęściej, podobnie jak przy odmianie rzeczownika, zastępuje się je za pomocą specjalnych końcówek dzierżawczych.
| Jeden posiadacz jeden przedmiot posiadany     | Wielu posiadaczy jeden przedmiot posiadany                  |
| --------------------------------------------- | ----------------------------------------------------------- |
| mój(a,e) → -m, -om, -am, -em, -öm             | nasz(a,e) → -nk, -unk, -ünk                                 |
| twój(a,e) → -d, -od, -ad, -ed, öd             | wasz(a,e) → -tok, -tek, -tök, -otok, -atok, -etek, -ötök    |
| jego/jej → -a, -e, ja, -je                    | ich → -uk, -ük, -juk, jük                                   |
| Jeden posiadacz wiele przedmiotów posiadanych | Wielu posiadaczy wiele przedmiotów posiadanych              |
| moi/moje → -im, -aim, -eim, -jaim, -jeim      | nasi/nasze → -ink, -aink, -eink, -jaink, -jeink             |
| twoi/twoje → -id, -aid, -eid, -jaid, -jeid    | wasi/wasze → -itok, -itek, -aitok, -eitek, -jaitok, -jeitek |
| jego/jej → -i, -ai, -ei, -jai, -jei           | ich → -ik, -aik, -eik, -jaik, -jeik                         |

Przy odmianie rzeczowników przez osobowe końcówki dzierżawcze obowiązuje zmiana końcowych samogłosek -a i -e na -á oraz-é oraz zmiany rdzenne jakie występują przy dodawaniu końcówek przylegających samogłoskami łączącymi.
Przykłady:
| szobám (mój pokój)      | szobád (twój pokój)      | szobája (jego pokój)   | szobánk (nasz pokój)      | szobátok (wasz pokój)      | szobájuk (ich pokój)   |
| szobáim (moje pokoje)   | szobáid (twoje pokoje)   | szobái (jego pokoje)   | szobáink (nasze pokoje)   | szobáitok (wasze pokoje)   | szobáik (ich pokoje)   |
| könyv (książka)         |                          |                        |                           |                            |                        |
| könyvem (moja książka)  | könyved (twoja książka)  | könyve (jego książka)  | könyvünk (nasza książka)  | könyvetek (wasza książka)  | könyvük (ich książka)  |
| könyveim (moje książki) | könyveid (twoje książki) | könyvei (jego książki) | könyveink (nasze książki) | könyveitek (wasze książki) | könyveik (ich książki) |

### Liczebniki określone

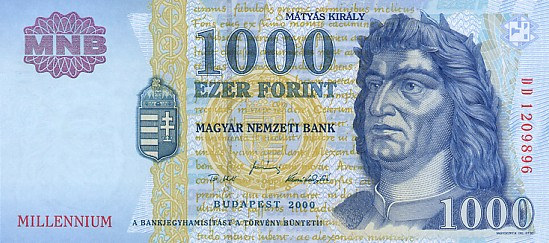
Banknot tysiącforintowy. Słowo forint występuje w liczbie pojedynczej, rzeczownik nie przybiera w języku węgierskim formy liczby mnogiej, gdy stoi przed nim liczebnik.

### Konstrukcja dzierżawcza
Ponieważ język węgierski nie posiada dopełniacza, zastępuje go odpowiednia konstrukcja dzierżawcza, która polega na zestawieniu strony posiadającej z przedmiotem posiadanym.

#### Posiadanie proste
- konstrukcja prosta – strona posiadająca nie przybiera żadnej końcówki, przedmiot posiadany przybiera osobową końcówkę dzierżawczą 3 os. lp. bądź lmn. – zależnie od liczby przedmiotów np.:

ubranie chłopca – a fiú ruhája (gdzie fiú znaczy chłopiec, a ruha ubranie)
- konstrukcja złożona – strona posiadająca przybiera końcówkę -nak, -nek. Przedmiot posiadany przybiera przedimek określony ‘a’ lub ‘az’, np.:

ubranie chłopca – a fiúnak a ruhája
- Obie konstrukcje w tłumaczeniu oznaczają to samo i nie ma między nimi żadnej różnicy poza stylistyczną.

#### Posiadanie złożone
Ma miejsce, kiedy strona posiadana jest równocześnie stroną posiadającą. Pierwsza strona posiadająca nie przybiera końcówki, natomiast druga przybiera osobową końcówkę dzierżawczą 3 os. lp. bądź lmn. oraz końcówkę -nak, -nek. Przedmiot posiadany otrzymuje przedimek a, az i osobową końcówkę dzierżawczą 3 os. np.:
guzik ubrania chłopca – a fiú ruhájának a gombja (gdzie gombja znaczy: jego – ubrania – guzik)

#### Pytania
Do odpowiedzi na pytanie: kié? (czyj?) np.: kié a ruha (czyje jest ubranie?) używa się bezosobowej konstrukcji dzierżawczej -é: odpowiedź: fiúé (chłopca), fiúké (chłopców)
Ma ona zastosowanie tylko wtedy, kiedy akcentuje się posiadacza, kiedy chodzi o coś takiego: „ubranie należy do chłopca” = „a ruha a fiúé”, albo po prostu „a fiúé”, jak z kontekstu już wiadomo, o co chodzi. W innych przypadkach możemy tak: „ez a fiú ruhája”= „to jest ubranie chłopca”.

#### Zaimek dzierżawczy
Jeśli na pytanie kié? chcemy odpowiedzieć: mój, twój, nasz, jego itp., używamy zaimków dzierżawczych: enyém mój (moja, moje), tiéd twój (twoja, twoje), övé jego, jej, miénk nasz, nasza, nasze, tiétek wasz, wasza, wasze, övék ich. A więc: Kié a ruha? – Az enyém = Czyje to ubranie? – Moje.

#### Wyrażanie posiadania
W języku węgierskim nie ma czasownika mieć w takiej postaci, jak w językach indoeuropejskich (ang. to have, niem. haben, fr. avoir itp.; ściślej – jest czasownik bír, ale oznacza on rozporządzać czymś, posiadać coś). Do wyrażenia posiadania używa się konstrukcji typu:
„posiadacz” w celowniku + czas. być + obiekt „posiadany” z końcówką dzierżawczą. Np.:
Mam duży dom = (Nekem) Nagy házam van (ház + am = házam – mój dom, dosł. „mnie duży mój dom jest”).

Stefan ma trzy konie (w odpowiedzi na pytanie kto ma 3 konie) = Istvánnak van három lova (ló + a = lova – jego koń; po liczebniku zawsze jest liczba pojedyncza)

Węgry nie mają dostępu do morza = Magyarországnak nincs kijárata a tengerhez (nincs = nem van; kijárat + a = kijárata – jego dostęp, dosł. wyjście)

Nie miałeś o tym pojęcia = Neked nem volt fogalmad erről (fogalom + ad = fogalmad – twoje pojęcie)
Ale jeśli obiekt „posiadający” nie jest „właścicielem” obiektu „posiadanego”, używamy nieco innej konstrukcji:
„posiadacz” w adessivusie (-nál/-nél) + czas. być z przedrostkiem meg + obiekt „posiadany”, niekoniecznie z końcówką dzierżawczą
Mam twoją książkę = Nálam van a könyved. (końc. dzierżawcza 2. osoby – bo książka jest twoja, nie moja)

Czy on ma klucz? = Van nála kulcs? (brak końcówki dzierżawczej, bo chodzi nie o jego klucz, ale ogólnie o klucz)
Natomiast dwa poniższe zdania oznaczają: Czy masz prawo jazdy? (prawo jazdy – vezető jogosítvány lub krócej jogosítvány, jogsi). Ale:
Van (neked) (vezetői) jogosítványod? = Czy masz uprawnienia do kierowania pojazdami?

Nálad van a (vezetői) jogosítványod? = Czy masz w tej chwili przy sobie prawo jazdy?

#### Łączenie końcówek
W języku węgierskim można połączyć ze sobą najwyżej dwie końcówki, przy czym najpierw występuje końcówka dzierżawcza lub końcówka liczby mnogiej, następnie – końcówka przypadka. Ponieważ końcówki dzierżawcze dla liczby mnogiej są inne, niż dla pojedynczej, nigdy nie wystąpi końcówka dzierżawcza z końcówką liczby mnogiej. Inaczej jest w jęz. fińskim: najpierw mamy końcówkę liczby mnogiej, potem końcówkę przypadka, jako ostatnią – końcówkę dzierżawczą (a więc trzy naraz):
pol.: dom – domy – mój dom – moje domy

węg.: ház – ház-ak – ház-am – ház-aim

fiń.: talo – talo-i – talo-ni – talo-i-ni
pol.: w domu – w domach – w moim domu – w moich domach

węg.: ház-ban – ház-ak-ban – ház-am-ban – ház-aim-ban

fiń.: talo-ssa – talo-i-ssa – talo-ssa-ni – talo-i-ssa-ni
Należy zauważyć, że w języku węgierskim można odrzucić końcówkę biernika, jeśli występuje razem z końcówką dzierżawczą pierwszej lub drugiej osoby liczby pojedynczej:
Várom a barátaim(at) – Czekam na moich przyjaciół

Eladták a kerted(et) tudtodon kívül – Sprzedali twój ogród bez twojej wiedzy
Ale: A szomszéd megvette a házát – Sąsiad kupił jego dom (tu zawsze mamy obie końcówki: dzierżawczą -a i biernika -t)
Z innymi przypadkami się tak nie robi, bo zaciemniłoby to sens wypowiedzi – w przykładzie z ogrodem mamy tudtodon kívül: tudtodon = tudat (wiedza) + końc. dzierżawcza 2. os. -od + końcówka superessivusa -on, której wymaga wyraz kívül (poza, oprócz).

## Czasownik
W języku węgierskim wyróżnia się dwie koniugacje:
- Podmiotową
  - gdy czasownik jest nieprzechodni: Ülök – Siedzę.
  - gdy czasownik jest przechodni, ale nie ma dopełnienia: Veszek – Biorę, kupuję
  - gdy przedmiot, na którym operuje jest nieokreślony: Szeretek egy embert. – Kocham człowieka.

- Przedmiotową
  - gdy przedmiotem jest nazwa własna – imię, miejscowość, kraj itp.: Szeretem Sándort. – Kocham Aleksandra. Szeretem Magyarországot. – Kocham Węgry.
  - gdy przedmiot jest określony (przez użycie przedimka a/az): Szeretem a férjet. – Kocham męża.
  - gdy przedmiotem jest wyraz z przyrostkiem dzierżawczym: Szeretem a férjemet. – Kocham mojego męża.
  - gdy przedmiotem jest jeden z wyrazów: ő (on, ona, ono), ön (pan), ez (ten, ta, to), az (tamten, tamta, tamto), valamennyi (wszyscy, wszystko), egymás (siebie), magam (ja sam), magad (ty sam), maga (on sam), magunk (my sami), magatok (wy sami), maguk (oni sami), zaimki kończące się na -ik, np. melyik? (który?): Szeretem önt. – Kocham pana.
  - gdy przedmiotem jest liczebnik porządkowy: Olvasom a huszadik könyvet. – Czytam dwudziestą książkę.
  - gdy przedmiotem jest zdanie podrzędne, a orzeczenie zdania nadrzędnego wymaga biernika:
    - w mowie zależnej: Látom, hogy szereted a férjedet. – Widzę, że kochasz twojego męża.
    - w mowie niezależnej: Szeretlek. – feleli Mária. – Kocham cię- odpowiada Maria. (Słowo objaśnienia – Szeretlek. – zdanie podrzędne w koniugacji podmiotowej, Feleli Mária. – zdanie nadrzędne w koniugacji przedmiotowej. Zdanie podrzędne jest przedmiotem zdania nadrzędnego.)

Ale:
Belépve a lakásomba, rájött, hogy világít a lámpa – Wchodząc do (mojego) mieszkania, zorientował się, że świeci się lampa; orzeczenie zdania nadrzędnego – czasownik rájön (wpaść na coś, zorientować się) – łączy się z sublativusem (końc. -ra/-re), dlatego występuje w koniugacji podmiotowej. Dokładniej byłoby: ...arra jött rá, hogy... – zorientował się na tym, że...
Hiszem, hogy a szerelem győz – Wierzę, że miłość zwycięży: orzeczenie zdania nadrzędnego – czasownik hisz (wierzyć) – łączy się w tym przypadku z inessivusem (-ban/-ben) (czyli: Abban hiszek, hogy... – Wierzę w to, że... – dosł. „wierzę w tym”), dlatego występuje w koniugacji podmiotowej. (Ale: úgy hiszem, hogy... = azt hiszem, hogy... – uważam, że...; w mowie potocznej skraca się do asszem)
Örülök, hogy találkozunk – Cieszę się, że się spotykamy; örül + celownik (-nak/-nek) (cieszę się temu, że...)

### Bezokolicznik
Bezokolicznik czasownika węgierskiego kończy się na ni np. tudni – wiedzieć. W niektórych czasownikach (zakończonych zbitkami spółgłoskowymi lub spółgłoską poprzedzoną długą samogłoską) końcówka ni jest poprzedzona samogłoską a lub e np.: hallani – słyszeć, kezdeni – zaczynać.
Formą słownikową czasowników w języku węgierskim nie jest – jak to ma miejsce w przypadku większości języków – forma bezokolicznikowa, lecz forma 3. osoby l. poj. koniugacji podmiotowej.
W języku węgierskim bezokolicznik może pełnić funkcje rzeczownika, jego nazwa w dosłownym tłumaczeniu brzmi: imiesłów rzeczownikowy.

#### Bezokolicznik z końcówkami osobowymi
Gdy bezokolicznik jest używany w połączeniu z czasownikiem bezosobowym (po polsku np.: trzeba, można, należy), często trzeba do tego bezokolicznika dołączyć końcówki, wskazujące, jakiej osoby dotyczy.
| osoba | końcówka               |
| Én    | -nom, -nem, -nöm       |
| Te    | -nod, -ned, -nöd       |
| Ő     | -nia, -nie             |
| Mi    | -nunk, -nünk           |
| Ti    | -notok, -netek, -nötök |
| Ők    | -niuk, -niük           |

Np.: szerezni (zdobywać) – szereznem, szerezned, szereznie, szereznünk, szereznetek, szerezniük; futni (biegać) – futnom, futnod, futnia, futnunk, futnatok, futniuk
Takie czasowniki bezosobowe to: kell – trzeba (wraz z formą czasu przeszłego kellett – trzeba było, trybu przypuszczającego czasu teraźniejszego – kellene, czyli powinien, oraz przeszłego – kellett volna, czyli powinien był), muszáj – trzeba, ale silniejsze niż kell, szabad – wolno, można, tilos – zabronione. Często też dodaje się dopełnienie – rzeczownik w celowniku – mówiące, kogo te czasowniki dotyczą.
(Nekem) Holnap munkába kell mennem – Jutro muszę iść do pracy.

(Neked) Végre meg kellene javítanod ezt a kiöntőt – Powinieneś wreszcie naprawić ten zlew.

szabad leülnöm? – Czy mogę usiąść?

Itt nektek tilos dohányoznotok – Nie możecie tu palić papierosów.

### Czas teraźniejszy

#### Końcówki czasu teraźniejszego
| osoba | końcówki koniugacji podmiotowej | końcówki koniugacji przedmiotowej |
| Én    | -ok, -ek, -ök                   | -om, -em, -öm                     |
| Te    | -sz                             | -od, -ed, -öd                     |
| Ő     | –                               | -ja, -i                           |
| Mi    | -unk, -ünk                      | -juk, -jük                        |
| Ti    | -tok, -tek, -tök                | -játok, -itek                     |
| Ők    | -nak, -nek                      | -ják, -ik                         |

Końcówki dołączamy zgodnie z zasadami harmonii samogłosek. Przykłady:
- vágni (ciąć)
  - koniugacja podmiotowa: vágok, vágsz, vág, vágunk, vágtok, vágnak
  - koniugacja przedmiotowa: vágom, vágod, vágja, vágjuk, vágjátok, vágják
- kenni (smarować)
  - koniugacja podmiotowa: kenek, kensz, ken, kenünk, kentek, kennek
  - koniugacja przedmiotowa: kenem, kened, keni, kenjük, kenitek, kenik
- törni (tłuc, rozbijać)
  - koniugacja podmiotowa: török, törsz, tör, törünk, törtök, törnek
  - koniugacja przedmiotowa: töröm, töröd, töri, törjük, töritek, törik